# Mudhoney (película)
Mudhoney es una película estadounidense de 1965 dirigida por Russ Meyer, basada en la novela Streets Paved With Gold de Raymond Friday Locke.
La película inspiró el nombre del grupo musical pionero del grunge Mudhoney, formado en 1988. La portada del álbum Little Broken Hearts de la cantautora estadounidense Norah Jones se basó en un cartel promocional del filme.

## Sinopsis
En esta historia de la era de la Depresión, Calef McKinney viaja de Michigan a California y se detiene en Spooner, Missouri, donde Lute Wade le contrata para trabajos ocasionales. McKinney inicia un romance con la sobrina de Wade, Hannah Brenshaw, pero ella está casada con Sidney, un borracho maltratador que espera heredar el dinero de su tío político.
Sidney y un excéntrico predicador llamado Hermano Hanson conspiran contra McKinney, a quien le resulta difícil ocultar su misterioso pasado y su creciente afecto por la mujer de Sidney. Este último acaba quemando su granja e intenta inculpar a McKinney. Viola y asesina a la esposa del predicador y es asesinado por una turba.

## Reparto
- Hal Hopper es Sidney Brenshaw
- Antoinette Cristiani es Hannah Brenshaw
- John Furlong es Calif McKinney
- Stuart Lancaster es Lute Wade
- Rena Horten es Eula
- Princess Livingston es Maggie Marie
- Lorna Maitland es Clara Belle
- Sam Hanna es Injoys
- Nick Wolcuff es Abel
- Frank Bolger es Hanson
- Mickey Foxx es Thurmond Pate
- F. Rufus Owens es Milton